# 1484
1484 (MCDLXXXIV) je bilo prestopno leto, ki se je po julijanskem koledarju začelo na četrtek.

## Dogodki
- papež izda bulo proti čarovništvu

## Rojstva
- 1. januar - Huldrych Zwingli, švicarski teolog, reformator, humanist († 1531)

Neznan datum
- Bartolomé de Las Casas, španski dominikanski menih, duhovnik, pravnik in filozof prava († 1566)

## Smrti
Neznan datum
- Piotr Dunin, poljski dvorni maršal in vojvoda (* okoli 1415)